# 妙高躍馬線
妙高躍馬線（日语：／ Myōkō-Haneuma sen */?）是一條連結新潟縣妙高市的妙高高原站與同縣上越市的直江津站，屬於越後心跳鐵道的鐵路線，原本是信越本線的一部分。

## 路線資料
- 管轄、路線距離（營業距離）：
  - 越後心跳鐵道（第一種鐵道事業者）：
    - 妙高高原－直江津間 37.7公里
距離標（日语：距離標）沿用移管前的信越本線（高崎為起點），線內各平交道記載的距離也是由高崎起計算的距離。

  - 日本貨物鐵道（第二種鐵道事業者）：
    - 妙高高原－直江津間 37.7公里
- 軌距：1067毫米
- 站數：10個（包括起終點站）
- 複線路段：沒有（全線單線）
  - 妙高高原－關山間的一部分（白田切川橋樑等）在1982年進行新線移設時曾經準備進行複線化，但工程從未開展。
- 電氣化路段：全線電氣化（直流電1500V）
- 閉塞方式：自動閉塞式
- 最高速度：95公里/小時
- 保安裝置：
  - ATS-SN
  - ATS-Ps（只限直江津站構內）
- 運轉指令所：（名稱不明　上越市內）[1]
  - 開業起至2017年4月6日為止由新潟綜合指令室（東日本旅客鐵道）自社職員進行。

## 運行形態
由於上越妙高站為新幹線接駁車站，所以在班次的制定上，首先以能有效與新幹線接續為首要考慮因素，其次，直江津站也是轉乘另一條路線日本海翡翠線的轉換站，因此這也成為另一個考慮因素。
行走妙高高原～直江津間的全線段的皆為普通列車，約1小時1班。早上及下午的通勤、通學時段，新井～直江津間則加密至20至40分鐘的間隔。並使用4輛或6輛編成的列車及設有車掌。其他時間則使用2輛編成及單人駕駛運作模式行駛。至於北新井站及南高田站因為是終日無人站，使用這兩個車站的乘客均必須使用取乘車劵及於車內付車資。而其他車站於非站員當值時間時，同樣也要採用取乘車劵及於車內付車資的乘車方法。
妙高高原站為與信濃鐵道北信濃線共用的會社境界站，雙方列車均不會駛入對方的路段，乘客必須在妙高高原站轉乘另一列列車才能繼續行程。部份列車將會安排於同一月台內轉乘，而超過一半的班次均能在10分鐘內完成接續，但個別班次卻需要等候超過半小時。
至於與JR東日本信越本線新潟縣的路段，部份班次會實施直通運轉。其中設有新井～上越妙高～新潟間的特急列車「白雪」5來回、新井～新潟間快速列車2來回。晨早亦有由柿崎站及柏崎站開出的普通列車、直通至妙高高原站，採用自家列車運行。至於自2014年春季由高田站開出的觀光快速列車「越乃Shu*Kura」亦會維持，並延伸至上越妙高站。
此外，每天亦亦設有1來回班次經信越本線再轉入北越急行北北線的列車，其中下行列車於北北線內為超快速「雪兔號」，到達直江津後改為普通列車至新井；回程方面由新井站開出後，會先以普通列車駛至直江津後，再改為「雪兔號」駛回北北線。

## 使用車輛

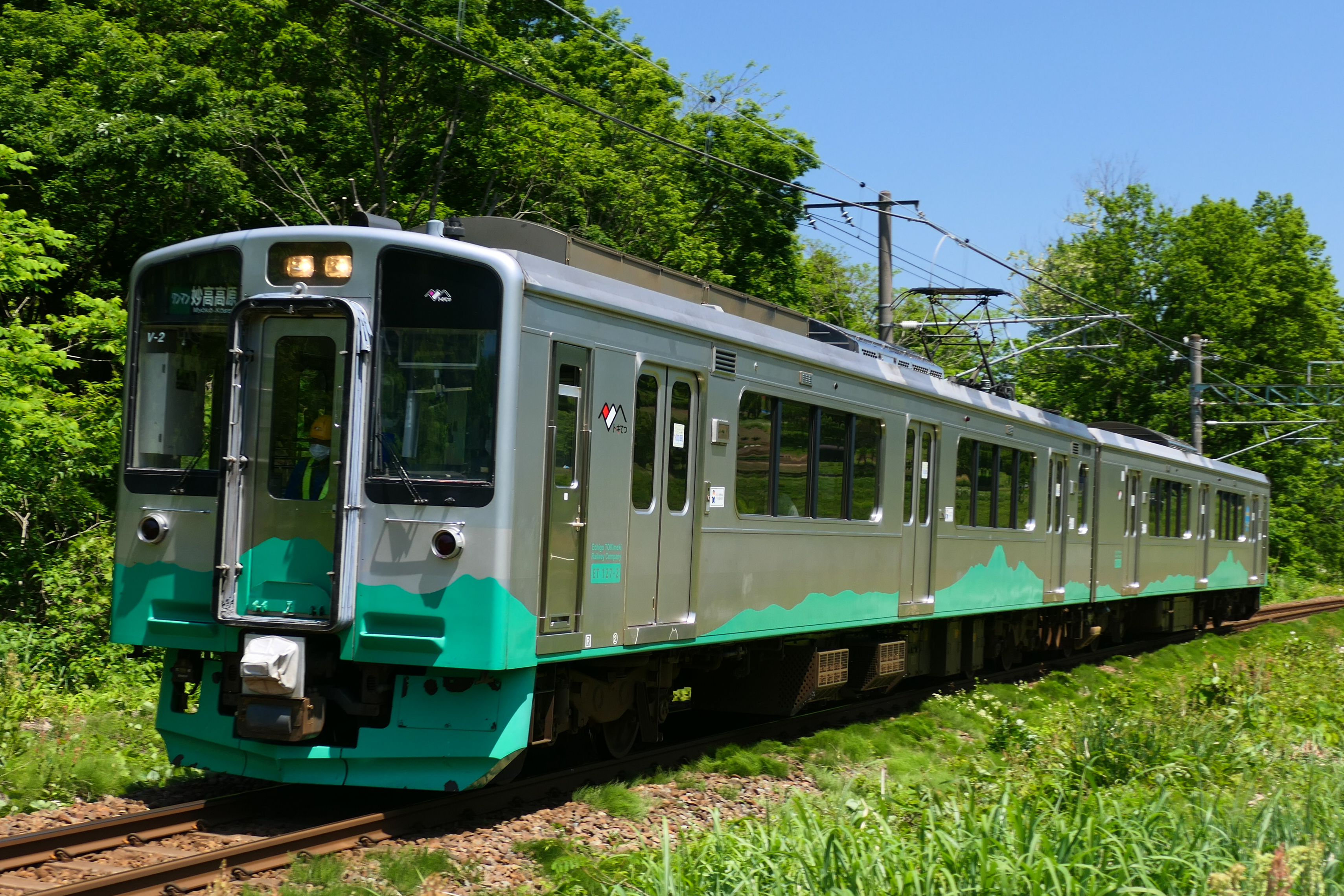
二本木站至關山站間的ET127系電聯車

- 電車

- 越後心跳鐵道

- ET127系

由JR東日本讓渡，行走全段路段，全為普通列車。
- 東日本旅客鐵道

- 國鐵115系電車

行駛新潟～新井間的快速列車。
- JR東日本E653系電車

行駛新潟～新井間的特急列車「白雪」，停靠直江津、高田、上越妙高及新井。
- 北越急行

- HK100形電車

行駛新潟～新井間的普通列車。
- 氣動車

- 東日本旅客鐵道

- Kiha40、48系氣動車

行駛上越妙高～直江津間的觀光列車快速「越乃Shu*Kura」，星期五、六、日及假日1來回。

## 歷史
- 1886年8月15日：官設鐵道直江津～關山間開業。設直江津站、高田站、新井站、關山站。
- 1888年：
  - 5月1日：關山站～長野站延伸開業。田口站開業。
  - 10月12日：國有鐵道線路名稱制定，高崎～新潟間稱為信越線。
- 1911年5月1日：二本木站開業。
- 1918年11月1日：脇野田信號所開設。
- 1921年8月15日：脇野田信號所昇格為脇野田站。
- 1928年10月26日：春日山站開業。
- 1955年7月15日：北新井站開業。
- 1961年12月10日：南高田站開業。
- 1966年8月24日：長野～直江津間電化。
- 1969年10月1日：「田口站」改稱為「妙高高原站」。
- 1987年4月1日：國鐵分割民營化，路線由東日本旅客鐵道繼承。
- 2014年10月19日：脇野田站遷移至西側120m（即現時新幹線車站附近），並改用新路線。
- 2015年3月14日：越後心跳鐵道接管，路線名稱改為「妙高躍馬線」。「脇野田站」改稱「上越妙高站」。

## 車站列表
- 站名欄帶有◇顯示貨物處理站（但是沒有定期貨物列車發着）。
- 停靠站
  - 普通 … 停靠所有車站
  - 快速 … 妙高躍馬線內停靠所有車站
  - 特急「白雪」…參見列車條
  - 快速「越乃Shu*Kura」…參見列車條目
  - 觀光列車「越後心跳Resort雪月花（日语：えちごトキめきリゾート雪月花）」…參見列車條目
- 軌道 … ∨：此起往下為單線，∧：此起往下為複線，◇、◆、｜：單線路段（◇是可進行列車交會的車站、信號場，◆是折返式車站）
- 所有車站都位於新潟縣內

| 中文站名 | 日文站名 | 英文站名 | 站間營業距離 | 累計營業距離 | 接續路線                                                             | 軌道 | 所在地 |
| -------- | -------- | -------- | ------------ | ------------ | -------------------------------------------------------------------- | ---- | ------ |
| 妙高高原 |          |          | -            | 0.0          | 信濃鐵道：北信濃線                                                   | ∨    | 妙高市 |
| 關山     |          |          | 6.4          | 6.4          |                                                                      | ◇    | 妙高市 |
| 二本木◇  |          |          | 8.3          | 14.7         |                                                                      | ◆    | 上越市 |
| 新井◇    |          |          | 6.3          | 21.0         |                                                                      | ◇    | 妙高市 |
| 北新井   |          |          | 2.9          | 23.9         |                                                                      | ｜   | 妙高市 |
| 上越妙高 |          |          | 3.4          | 27.3         | 東日本旅客鐵道、西日本旅客鐵道： 北陸新幹線                          | ◇    | 上越市 |
| 南高田   |          |          | 1.7          | 29.0         |                                                                      | ｜   | 上越市 |
| 高田     |          |          | 2.0          | 31.0         |                                                                      | ◇    | 上越市 |
| 春日山   |          |          | 3.9          | 34.9         |                                                                      | ｜   | 上越市 |
| 直江津   |          |          | 2.8          | 37.7         | 越後心跳鐵道：日本海翡翠線 東日本旅客鐵道：信越本線 北越急行：北北線 | ∧    | 上越市 |

1. ↑  北北線以信越本線的犀潟站為終點，但全線運行列車當中平日15班來回，週末、假期16班來回實施犀潟站－直江津站間的直通運行。

站員配置：
- 無人站：北新井站、南高田站；
- 有人站（主要為0700-1800）：關山站、二本木站、春日山站；
- 有人站（全日，服務至1800後）：妙高高原站、新井站、上越妙高站、高田站、直江津站。